# منطقه حفاظت‌شده آستراخان
منطقه حفاظت‌شده آستراخان (به لاتین: Astrakhan Nature Reserve) یک منطقه حفاظت‌شده طبیعی در روسیه است که در استان آستراخان واقع شده‌است.